# ステージゲート法 (手法)
ステージゲート法（ステージゲートほう、フェーズゲート手法、ウォーターフォール手法とも呼ばれる）は、イニシアチブ（構想）またはプロジェクト（たとえば、新製品開発、ソフトウェア開発、プロセス改善、事業変更））を、意思決定のタイミング（ゲートと呼ばれる）で区切られた明確に異なる複数のステージまたはフェーズで構成したプロジェクト管理手法、またプロジェクト・ガバナンス手法の一つである。
それぞれのゲートで、一般的にはプロジェクトマネージャー（責任者）、運営委員会、役員会などによりプロセスの継続の可否が決定される。この意思決定は、その時点で入手できる情報や予測、つまりビジネスケース、リスク分析、必要資源（資金、適正能力のある人材）の可用性などに基づいて行われる。

## 歴史
機械工学や化学工学にまつわる大規模プロジェクトにおいて、開発投資の意思決定に対して特に1940年代以降に登場した段階的アプローチの一種。ある資料には8つのフェーズが記されている。1958年に米国のコストエンジニアリング推進協会（AACE)は、これらの開発・承認フェーズに合わせた4種類の標準原価見積り法を策定した。機械や化学以外の業界でも、複雑な製品やプロジェクトを扱う企業等がステージゲート法を採用している。たとえば、アメリカ航空宇宙局（NASA)は、1960年代にこの段階的開発コンセプトを、段階的プロジェクト計画（「段階的レビュープロセス」と呼ばれることも多い）と併せて実施している。段階的レビュープロセスは、プロジェクトの開発を複数のフェーズに分け、それぞれのフェーズで個別にレビューを行うものである。プロジェクトは、各フェーズの最後のレビューポイントで多数の基準を満たさなければ次のフェーズに進むことができない。段階的レビュープロセスは5つのフェーズで構成され、フェーズ間で定期的な開発レビューが行われる。NASAの段階的レビュープロセスは、新製品開発に外部市場の分析結果を考慮していなかったため、第一世代とみなされている。
本手法は、産業界でのイノベーション研究の第一人者であるロバート・G・クーパーにより、体系的なプロジェクトガバナンスメソドロジーとして提唱されたものである。
また、ウォーターフォール手法は、ウィンストン・ロイスが発表した大規模開発に関する論文によるものである。この論文は、プロジェクトのタスクが、滝のように上から順にフェーズからフェーズへと流れ落ち、前のフェーズに戻ることはできない様子を示している。
ステージゲートプロセスは、多くの場合、フロントエンドローディングまたはビッグデザインアップフロント（BDUF）と呼ばれることがある。

## フェーズ
ステージゲートプロセスは、5つのフェーズ（段階）と4つのゲート（関門）を基本構成とする。フェーズは、次の5段階となる。
1. スコーピング（初期調査）
2. ビジネスケースの策定
3. 開発
4. テストと検証
5. 市場投入

上記のプロセスの前に「アイデア創出」や「発見」と呼ばれる事前段階が設けられることが多いほか、5番目のフェーズの後に市場投入後レビューを実施してプロセスを終了するのが一般的である。主な新製品は、この5段階すべてのプロセスを通過する。リスクが中程度のプロジェクト（拡張や改善など）では、スコーピングとビジネスケースのフェーズを合体させ、開発とテストも合体させて合計3つのフェーズ構成に縮小させる。変更点が少ないケース（マーケティング部門からの要求など）は、市場投入フェーズを開発・テストフェーズに組み入れたシンプルな2段階プロセスで実施することもある。

## ゲート
ゲートは、プロセスのなかで新しいアイデアの質を評価する関門である。評価は主に次の3つの観点から行われる。
- 実施品質：前のステップが首尾よく実施されたかどうかを確認
- 事業上の根拠：経済的、事業的観点からプロジェクトのアイデアが依然として魅力的に映るかを判断
- アクションプラン：提案されたアクションプランや要求された資源が妥当かつ信頼の置けるものであるかを判断

ゲートでは、「承認」（go）、「中止」（kill）、[YK1] 「保留」(hold)、「差し戻し」(recycle)、「条件付き承認」(conditional go)の5つの中から判定結果を出される。
各ゲートに共通したゲート構造があり、主に次の3つの要素で構成される。
- 入力：プロジェクトマネージャーとチームが意思決定ポイントに提供するもの。これらの成果物は、前のゲートの出力で決定され、各ゲートの成果物の標準メニューに基づく。
- 基準：結果を決定し（ go / kill / hold / recycle ）、優先順位を決定するためにプロジェクトが判断される質問またはメトリック。
- アウトプット：ゲートレビューの結果—決定（ go / kill / hold / recycle ）、次のゲートの承認されたアクションプラン、および次のゲートの成果物と日付のリスト。

## フェーズの詳細
ステージゲートプロセスやフェーズゲートプロセスの各フェーズやステージに関する以下の内容は、R.G.クーパーの「ステージゲート法：製造業のためのイノベーション・マネジメント」（Winning at New Products: Creating Value Through Innovation）第5版とそれ以前の版に基づく。

### フェーズ0：発見、アイデア創出
企業がどのようなプロジェクトを望み、追及することができるかを決定する段階。このフェーズでは、ブレインストーミングなどグループで考えるエクササイズのようなアイデア創出活動に参加するのが一般的である。アイデア創出チームが見込みのあるプロジェクトを選定できたら、最初のゲートに託して組織の意思決定者による審査を受ける。
新製品のアイデアを探るには、外の世界に目を向けてビジネスチャンスを提案し、共感的デザインに見られるような手法が大いに役立つと考えられる。顧客とのやりとりで製品の使い方や使用の目的を理解することで、アイデア創出が大きく前進する可能性がある。具体的には、リードユーザーとのコミュニケーションが開発者に多大なフィードバックをもたらすと考えられる。これは、ユーザーこそ製品に対する思い入れが深い傾向にあるという考えからである。リードユーザーとのコミュニケーション以外にも、サプライヤーと意思疎通を図るのも開発者にとって役立つ可能性がある。サプライヤーからの材料が使用されている事業の種類をすべて把握することで、開発者はこれまで手付かずだった領域を切り開くことができるようになる。

### フェーズ1：スコーピング（初期調査）
製品開発プロセスの最初のフェーズはスコーピングである。このステップでは、製品とその市場を評価することが主な目的となる。リサーチ担当者は、製品の強みと弱み、潜在顧客へのアピール点を把握しなければならない。競争力について評価するのもこの段階である。すでに市場に参入している同業他社や競合製品のほか、開発の余地のあるものを洗い出すことがリサーチ担当者にとって重要となる。経営陣は競合メーカーの相対的な脅威レベルを見極めることで、その製品の生産に踏み切るべきかどうかを判断できるようになる。

### フェーズ2：ビジネスケースとビジネスプランの策定
新製品がスコーピングフェーズを終了してゲートを通過した場合、次のフェーズはビジネスケースとビジネスプランの策定である。これはコンセプト開発の最終段階であり、製品開発を開始する前に確実な分析を実施しなければならない極めて重要な段階である。このフェーズは一般に難易度が高く複雑で、資源集中型という性質がある。それでも新製品の成功や開発に直接関係しているため、このフェーズには多大な努力が必要である。フェーズ2を構成するステップとして「製品の定義と分析」、「ビジネスケースの策定」、「プロジェクトプランの策定」、「実現性の検討」の4つがある。

#### 製品の定義と分析
最初のステップである「製品の定義と分析」は、新製品の開発を定義し、その開発に正当性があると判断できる情報を提供する一連の活動からなる。活動の最初は、顧客価値を決定するユーザーのニーズ・ウォンツ研究である。この研究では、製品の便益は何か、どのような特長を与えるべきかなど、製品についての問いを立てている。この間に企業は、従来顧客や潜在顧客に対して社内スタッフによる調査やインタビューを実施する。次に実施するのは市場分析である。市場の規模やセグメント構成、成長率、顧客の傾向や行動、顧客層に届く販売チャネルを見極める必要がある。市場分析を終えれば、次は競争分析の実施を行う。各競合メーカーの強みと弱みに加え、各社の事業展開の様子を把握しておくことが重要である。これは優れた製品の開発に役立つのみならず、新製品を発表する方法や経路を判断するうえの手掛かりになる。これらの活動全体が製品の定義につながるとともに、マーケティング戦略の基礎となる。次に、技術的に実現可能な製品コンセプトを策定するが、これには新製品の生産に必要なモノや方法が含まれる。これが完了すれば、生産・運営コスト分析が行えるとともに、市場・上市コスト分析も可能になる。次に、開発したコンセプトのテストへと移る。この段階は、最初の試作品を開発し、社員や顧客に披露してフィードバックを得ることで、顧客の反応を確かめる時期となる。これ以降、企業は必要な変更を実施したり製品の売れ方を予想したりすることができるようになる。このフィードバックも確実な製品定義の策定に役立つ。最後に、新製品の事業分析、リスク分析、財務分析を実施する。

#### ビジネスケースの策定
ビジネスケースとは、製品を定義し、その開発の根拠を示す文書である。文書の形式は企業によって異なるが、文書の主な構成内容は次のとおりとなるる：製品の定義と分析活動の結果、法規制要件、安全衛生環境問題、結論を導き出すのに必要となった仮定、結論の有効性や妥当性を示す理由、範囲外判定基準（ビジネスケースの至急レビューが必要な変更や事象を規定したもの）。この文書は開発プロセスを通じて参照され、必要に応じて編集されていく。

#### プロジェクトプランの策定
プロジェクトプランには、開発プロセス全体のマイルストーンを示す時間軸に沿った計画タスクや事象のリスト、プロジェクトの完成に必要な要員、時間、財務資源、新製品の発売予想日などが含まれる。

#### 実現性の検討
ビジネスケースとビジネスプランの策定の最終ステップは、実現性の検討を指す。これは、経営陣が社内の他部署とともに、製品にゴーサインを出す根拠を検討する段階である。このプロセスの以前のステップで提供された情報を分析し、製品にゴーサインを出すかどうかを決定される。ゴーサインを出すことになった場合はゲート2の関門を通過したことになり、製品開発フェーズに移行する。

### フェーズ3：開発
開発フェーズでは、前のステップからの計画が実行される。製品の設計開発が実施されるが、これには簡単な初期製品テストが含まれ、顧客による初期テストが実施されることもある。製品のマーケティング計画や生産計画もこの時期に策定される。企業にとっては、生産計画やマーケティング計画に反映されたプロジェクトの全体目標に従うことが重要である。そのようにすることで、製品のマーケティング対象やその対象顧客に製品を手に取ってもらう方法を決めることができる。開発チームは、SMARTと略される個別のマイルストーン（具体的（specific）、測定可能（measurable）、活動志向（actionable）、現実的（realistic）、時間軸を決める（time-bound））で現実的なタイムスケジュールを詳細に描き出す。このスケジュールは頻繁にレビューと更新が行われるため、開発チームはタスクに集中しやすくなるとともに、経営陣は製品の進捗状況に関する情報を得ることができる。開発フェーズでは、マーケティング、技術、製造、販売の各部門が結集してそれぞれの専門的な意見を出し合い、企業がより多くの資源をプロジェクトにつぎ込んで部門間チームワークをフルに活かすことができれば、製品に勢いが出る。開発フェーズを多角的かつ並行に進めることで、製品が確実に社内の技術目標や財務目標を満たし続ける。また、チームに多様性があれば、メンバーそれぞれが得意な分野や個性を活かして貢献することで、具体的な役割やリーダーシップを発揮することが可能となる。各メンバーが明確に定義された役割をもつことで、タスクを同時並行的に実施することができ、はるかに効率的な開発プロセスを確保できる。開発フェーズの最終的な成果物は試作品（プロトタイプ）であり、これはプロセスの次のフェーズで本格的なテストや評価を受けるフェーズである。

### フェーズ4：テストと検証
このフェーズでは、プロジェクト全体の妥当性を評価する。評価対象の分野には、製品そのもの、生産／製造プロセス、顧客の反応、プロジェクトの財務メリットなどがある。このフェーズには「関係者テスト」、「フィールドテスト」、「市場テスト」の3種類のテストが含まれる。

#### 関係者テスト
「関係者テスト」の主な目的は、製品にバグや問題がないか確認することとなる。ここで注意すべき主なポイントは、製品はもはや試作品ではなく、商品としてのあらゆる特徴をほぼ備えていることである。最初のテストは社内スタッフが実施し、そのあと近しい関係にある顧客や提携会社が行うのが基本的な流れとなる。それらのテストでは、製品の合格、不合格の内容を判断できるよう、本来の性能を確実に理解しておくことが重要となる。多くの場合、研究開発チームのメンバーがテストに立ち会い、テスト参加者が製品を使用する様子を観察し、各種メモやデータを記録する。

#### フィールドテスト
「フィールドテスト」あるいはベータテストは、製品に関して貴重なフィードバックを提供することのできる人が実施する。通常はある程度の時間がかかり、顧客や提携企業、また関係者以外の人などが参加する。この局面に至ると、製品はあらゆる点で計画されている発売状態とほぼ遜色がないため、製品の特長や便益をすべて把握している参加者はテストへの関わり方が大きくなる。このフェーズには、達成すべき目標が主に3つある。1つ目の目標は、参加者の関心の程度を把握すること。製品のどの特性を好んでいるか、購入しそうかどうかといった点等に注目する。
次に、顧客の製品の使い方を確認し、耐久性を評価する。顧客が製品を使用することになる環境を確認する。最後のステップは、顧客からのフィードバックの記録と分析となる。小さな設計改善が必要なケースでは、その手掛かりがフィードバックから得られる可能性もある。また、販売マーケティングチームにとっても、フィールドテストのフィードバックは有益な情報である。この情報を利用すれば、販売プレゼンテーションに焦点を当てやすくなる。

#### 市場テスト
上記の2つのテスト活動とは異なり、市場テストはオプションとみなされる。マーケティング計画や市場投入計画に加え製品が売れるという確信があれば、テスト・検証ゲートで主要な意思決定者へのアピールとなる。マーケティング計画や市場投入計画に不確かな点がある場合、2種類のオプションを検討することができる。1つは、広告宣伝や購入場面で顧客に新製品を見てもらう模擬的な市場テストである。このテストの目的は、売上予想を早期に立て、マーケティング計画に調整が必要であればそれを実施することとなる。2つ目のテストオプションは試験販売であり、具体的な販売チャネル、地域、消費者グループで実施するものである。

### フェーズ5：市場投入
市場投入は、これまでゲートをすべて通過してきた製品の最終的な到達地点である。生産者は、顧客の製品需要を掻き立てるマーケティング戦略を練る必要がある。また、新製品の市場がどの程度の規模になるのか予測を立て、それによって当初の量産規模が決定される。[ ]市場投入フェーズにおいては、販売要員やサポート要員が製品のことをよく理解したうえで販売戦力になれるような研修の機会も設けられる。製品の価格設定も、メーカーが検討しなければならない市場投入局面の1つである。潜在市場の見積りが低すぎたり高すぎたりすることも避ける必要がある。最後に、市場投入プロセスの重要な意思決定事項となるのが配送であり、製品の配送業者や付加価値再販業者を慎重に検討し、売上予想を念頭に置き選定する必要がある。
効果的なマーケティングや知識が豊富で準備万端の販売戦力を伴ったスムーズな市場投入プロセスを確保すれば、顧客に早めに製品を受け入れてもらうことができるため、早期の利益につながると考えられる。

## 効果的なゲート
多くの企業は自社の製品開発パイプラインにおいて、限られた資源に対して多すぎるプロジェクトを抱えるといった悩みを持っている。「牙をもったゲート」で開発ポートフォリオからプロジェクトを間引くことで、詰まったパイプラインに対処しやすくなる。また、しっかりとしたイノベーション戦略を戦略的バケットと組み合わせることで、価値のある開発イニシアチブに資源を集中しなおすことが可能となる。
ゲートは、単にプロジェクトのレビューや状態報告や情報更新を行う場所ではなく、過酷な意思決定を下すミーティングの場であり、重要な承認／中止（ゴー／キル）の判断や優先順位付けをプロジェクトに対して行う場所である。このようにゲートは、正しいプロジェクトを進め、またプロジェクトを正しく進めるようにするための品質管理チェックポイントとなる。
ゲートには、上級管理者が承認／中止の判断や優先順位付けを客観的に行えるようにするための、明確で目に見える判定基準が必要となる。この判定基準が効果的であるためには、実用的で（使いやすい）、現実的で（利用可能な情報を活用する）、鑑識眼の鋭い（良質なプロジェクトを平凡なプロジェクトから峻別できる）基準であることが前提となる。この判定基準は、次の2つのレベルに分けられる。
- 絶対基準：質問形式のチェックリストで、問題のあるプロジェクトは即座にアウト
- 期待基準：特に望ましい特徴にスコアを付けて集計

次の判定基準のサンプルリストより作成されたスコアカードを基に、ゲートミーティングでプロジェクトにスコアが付けられる。
- 絶対基準（質問形式のチェックリスト - はい／いいえ）
  - 戦略との整合性（ビジネスユニットの戦略に合致しているか）
  - 技術の実現性の妥当な確率
  - 「環境安全衛生（EHS）方針 」の達成
  - o  リスクを上回るリターン
- 期待基準（0～10点で採点）
  - 戦略的
    - ビジネスユニットの戦略に対するプロジェクトの合致度
    - 戦略的重要性

  - 製品優位性
    - 他にはない便益
    - 従来製品や競合製品よりも顧客ニーズを満たす
    - コストパフォーマンス

  - 市場の魅力
    - 市場規模
    - 市場の成長率
    - 競争状況

  - シナジー（コアコンピテンシーを活かす）
    - マーケティング面でのシナジー
    - 技術面でのシナジー
    - 製造/加工におけるシナジー

  - 技術的実現性
    - 技術ギャップ
    - 複雑さ
    - 技術的な不確実性

  - 事業性
    - 市場性
    - 販売、マーケティング、請求
    - サポートと運営

  - リスク・リターン
    - 予測収益性（例：正味現在価値など）
    - リターン（例：内部収益率（IRR)など）
    - 回収期間
    - 収益の確実性

上記の質問に対する答えの多くが「いいえ」や「低い」となった場合、プロジェクトを差し戻して再検討するか（適用範囲、タイムフレーム、資金調達、ソリューションの調整など）、すべて中止（キル）にするかのいずれかの決断が下される。

## 長所と短所
ステージゲートプロセスを製品開発に適用した場合の一般的なメリットは、プロジェクトが決定する前に問題を洗い出し、進捗状況を評価できることにある。ステージゲートプロセスを正確に用いれば、成果の出ないプロジェクトは却下することができる。また、本プロセスを大規模プロジェクトに用いることで、限られたイノベーションにしかならない可能性のある複雑な状況を、分かりやすいルールベース方式にスリム化することが可能となる。ステージゲートプロセスに正味現在価値などのコスト分析ツールや財務分析ツールを組み込んだ場合、有望な製品アイデアが生まれる可能性について定量的情報を得られる。最終的には、更新されたビジネスケースの妥当性を、プロジェクトのエグゼクティブスポンサーがチェックする機会を提供するプロセスになる。
ステージゲートプロセスの問題の1つは、構造的な組織にとっては独創性やイノベーションに影響する可能性がある点にある。その理由は、過度に構造化されたプロセスは独創性にひびいたり、イノベーションの反復を阻害したりする可能性があるためである。

## オポチュニティ管理
オポチュニティ管理フィルターは、ステージゲート式意思決定のイメージを漏斗のような形をしたフィルターになぞらえて図示したもとなる。オポチュニティ管理は、「地域経済を維持あるいは改善できる可能性のあるビジネス機会や地域開発機会を洗い出すプロセス」と定義される。このオポチュニティ管理の構成は下記となる。
1. オポチュニティの洗い出し
2. 洗い出したオポチュニティの評価と優先順位付け - これには評価基準の策定、検討、選択肢のランク付けが伴う場合がある
3. オポチュニティの推進 - リードの割り当て、説明責任、アクションプラン、プロジェクト管理を伴う
4. 継続的監視 - 次のいずれかのアクションを必要とする場合がある
  - 進行 - 追加資源を投入してアイデアを前に進める
  - 手直し - 調査や再検討を加える
  - 中止 - アイデアに対する作業を中止し、次に移行する

オポチュニティ管理フィルターの目的は、不十分なアイデアや問題のあるアイデアをあらかじめ取り除いてからオポチュニティの実現に資金や資源を投じることである。ステージゲート式意思決定を採用する場合のオポチュニティ管理のメリットは、アイデアをオポチュニティ管理フィルターにかけることで、不十分なアイデアが効率よく取り除かれ、良質な選択肢だけが残るという効果を期待できる点にある。これを果たすためには、オポチュニティ管理フィルターにできるだけ幅広いオポチュニティを投入し、重点的な分野が残るようにする必要がある。開発者がフィルターにかけるオポチュニティを選定する際に注意すべきことは、最初から問題のあるアイデアや制限が存在すると仮定しないことである。ステージゲート法に基づく意思決定法を用いれば、見込みのない選択肢は自然に排除されると考えられる。